# Brinklow
Brinklow is een civil parish in het bestuurlijke gebied Rugby, in het Engelse graafschap Warwickshire met 1101 inwoners.